# Pseudogignotettix guandongensis
Pseudogignotettix guandongensis är en insektsart som beskrevs av Liang 1990. Pseudogignotettix guandongensis ingår i släktet Pseudogignotettix och familjen torngräshoppor. Inga underarter finns listade i Catalogue of Life.